# موتور شیخ محمد محمودی
موتور شیخ محمد محمودی یک منطقهٔ مسکونی در ایران است که در دهستان حومه (ایرانشهر) واقع شده‌است. موتور شیخ محمد محمودی ۲۶ نفر جمعیت دارد.